# Nízká oběžná dráha Země

Různé oběžné dráhy kolem Země, azurová barva znázorňuje nízkou oběžnou dráhu, žlutá je střední oběžná dráha a černá vnější čárkovaná čára je geostacionární oběžná dráha.

Nízká oběžná dráha Země (často se nahrazuje zkratkou LEO z anglického Low Earth Orbit) je druh oběžné dráhy planety Země. Jako nízká je označována taková dráha, jejíž apogeum se nachází ve výšce mezi 160 až 2000 kilometrů nad povrchem Země.

## Charakteristika
V menších výškách, přibližně kolem 200 kilometrů nad povrchem, se vyskytují zbytky atmosféry, které způsobují pokles dráhy těles. Tento jev je však pozorovatelný i ve větších výškách, například na ISS, jejíž orbita musí být pravidelně zvyšována.
Z pohledu lidské činnosti je nízká orbita naším hlavním působištěm. Kromě několika misí k Měsíci směřovaly všechny kosmické lety s lidskou posádkou právě na nízkou orbitu, přičemž většina směřovala na její dolní okraj (do 400 km). Z pohledu letů s posádkou je nízká orbita důležitá i z důvodu samotného přežití delší dobu ve vesmíru, objekty na LEO jsou totiž stále v dost silném geomagnetickém poli a jsou tak chráněny před účinky kosmického záření.
Rychlosti objektů na LEO se liší podle excentricity a výšky dráhy, ale obecně platí, že rychlost objektů vzhledem k povrchu Země je přibližně 7800 m/s. Ta samá hodnota platí i pro dosažení nízké orbity ze Země, delta-v (rozdíl rychlostí) mezi povrchem Země a LEO je tedy také přibližně 7,8 km/s. Na nízké orbitě se vyskytuje také velké množství kosmického odpadu, jehož stále narůstající objem nezřídka způsobuje potíže při misích.

## Důležitá tělesa a rekordní lety s posádkou na nízké oběžné dráze
- První objekt: Sputnik 1
- Nejstarší objekt: Vanguard 1
- Největší a nejtěžší těleso: Mezinárodní vesmírná stanice
- Nejvzdálenější let s posádkou (mimo misí Apollo): Gemini 11